# The Terminator: Skynet
The Terminator: Skynet (außerhalb Europas bekannt als Skynet, stilisierte Eigenschreibweise: SkyNET) ist ein Computerspiel, das von Bethesda Softworks entwickelt und 1996 für MS-DOS veröffentlicht wurde. Es ist der Nachfolger von The Terminator: Future Shock (1995).

## Entwicklung
The Terminator: Skynet war ursprünglich als eine Adaption für das Spiel The Terminator: Future Shock gedacht, bis daraus ein eigenständiges Spiel wurde. Das Spiel basiert auf der eigens von Bethesda Softworks entwickelten 3D-Spiel-Engine XnGine. Es wurde am 24. Mai 1996 veröffentlicht.

## Spielprinzip
The Terminator: Skynet ist ein 3D-Ego-Shooter, in dem der Spieler in acht Leveln mithilfe einer Vielzahl an verschiedenen Waffen und Granaten gegen feindliche Terminatoren kämpft. Das Spiel hat einen Einzelspieler- und einen Mehrspielermodus.

## Charaktere
- Hunter/Killer Bomber
- Hunter/Killer Fighter
- Hunter/Killer Scout
- Spiderbot
- Heavy Tank
- Terminator Series T-600
- Terminator combat chassis
- Flencer
- T-Rex
- Raptor
- Light Tank
- Seeker
- Turret
- Truck
- Goliath

## Rezension
Das US-amerikanische Computerspielmagazin Next Generation bewertete das Spiel mit fünf von fünf Sternen. Gelobt wurde insbesondere die für 1996 äußerst hochaufgelöste Grafik.